# Jesús García Leoz
Jesús García Leoz (Olite, 10 de enero de 1904 - Madrid, 25 de febrero de 1953) fue un compositor español.

## Biografía
En su infancia y juventud recibió clases de música de su padre e hizo los primeros estudios de piano con Eleuterio Munárriz Urquía en Pamplona. Fue integrante del coro de la Catedral de Pamplona hasta que en 1921 se marchó a Argentina parta continuar sus estudios de piano en el Conservatorio de Bahía Blanca, y que terminó en Buenos Aires. En 1925 regresó a España y completo su formación en el Real Conservatorio Superior de Música de Madrid. Durante este tiempo estudió armonía con el maestro Balsa, composición con Conrado del Campo, y más tarde se convirtió en el discípulo predilecto y seguidor del gran compositor español Joaquín Turina, cuyo estilo imitó inicialmente. Tuvo mucho éxito en su tiempo y ganó en dos ocasiones el Premio Nacional de Música de España.

Desde 1932 fue miembro de la Sociedad General de Autores y Editores (SGAE). En 1933, comenzó su fascinación por el cine y la composición de música para películas. En el contexto de la Guerra Civil, colaboró como director musical en las Guerrillas de Teatro del Ejército de Centro, organizadas por la escritora María Teresa León, cuyo cometido era tanto artístístico como propagandístico y de agitación en el frente y en la retaguardia.
La guerra nos había obligado a cerrar el gran teatro de la Zarzuela y también la guerra convertido a los actores en soldados. Este llamamiento a las armas nos hizo tomar una resolución y la tomamos. ¿Por qué no ir hasta la línea de fuego con nuestro teatro? Así lo hicimos Santiago Ontañón, Jesús García Leoz, Edmundo Barbero y yo nos encontramos dentro de una aventura nueva. Participaríamos en la epopeya del pueblo español desde nuestro ángulo de combatientes. (María Teresa León, Juego limpio, p. 167)
Fue detenido por los militares sublevados y pasó seis meses preso. Pasada la contienda, García Leoz consiguió reintegrarse en la vida pública y se convirtió en un prolífico compositor de música para el cine. Entre sus composiciones se encuentran las de las películas La sirena negra (Carlos Serrano de Osma, 1947), Balarrasa (José Antonio Nieves Conde, 1950), Surcos (Nieves Conde, 1951), Niebla y sol (José María Forqué, 1951) y Bienvenido Mister Marshall (Luis García Berlanga, 1952). Además de con Berlanga, García Leoz trabajó con frecuencia con Antonio del Amo y Ladislao Vajda.
El músico falleció inesperadamente en 1953 a causa de un derrame cerebral.

## La obra musical
Las composiciones musicales de García Leoz, bajo el paraguas del folclore típico español, adquirió características propias, una mezcla de música alegre, apasionada, vivaz y, en ocasiones, ensoñadora. Este carácter ecléctico, que aúna tradición y modernidad, es resultado de la admiración de obras de autores tan dispares como Bach, Mozart, Bramhs, Ravel, Debussy, Stravinsky, Berg o Honegger. Algunos críticos le achacan cierto academicismo.
Además de composiciones para música coral, para piano, para piano y violín, orquesta, banda y otras piezas menores, realizó sobre todo música para y/o en relación con el cine.

### Composiciones para orquesta
| - 1945 Sonatina - 1949 Sinfonía en La bemol mayor 1. Allegro con fuoco 2. Largo 3. Allegretto amabile 4. Assai moderato - 1949 Suite madrileña "La maja del capote" - Quisiera saber, bolero - Cerca de ti, bolero - Llanto a Manolete - 1947 La duquesa del candil (zarzuela, estrenada en 1949 en Madrid, con libreto de los hermanos Guillermo y Rafael Fernández Shaw) - 1949 La Alegre alcaldesa (zarzuela) - 1950 La zapatera y el embozado y Noche de San Juan (ballet) - 1953: Barataria (ópera, con libreto de Manuel Mur Oti) - 1940 Quarteto en fa sostenido menor 1. Lento-allegro bien moderato 2. Nocturno (muy lentamente) 3. Scherzo (vivo) 4. Rondó (allegro) - 1946 Quarteto con piano, piano, violín, viola y violonchelo; - Sonata, para violín y piano; Música para películas, bandas sonoras, música incidental en el cine y para documentales y reportajes: - 1933 Sierra de Ronda - 1935 La bien pagada - 1935 Currito de la Cruz - 1936 Sinfonía vasca - 1937 Nueva era en el campo - 1937 Industrias de guerra - 1937 Mando único - 1937 Movilización en el campo - 1938 Guerra en la nieve - 1938 Salvad la cosecha - 1938 Soldados campesinos - 1940 Luz de Levante - 1941 Ciudades viejas de Castilla - España artística y monumental - 1941 Un Día de feria - 1941 Residencias reales de España - 1941 Santiago y el camino de los peregrinos - 1942 Fortunato - 1942 La manzana encantada - 1942 El pelo del diablo - 1942 Idilio en Mallorca - 1942 Madrid de mis sueños - 1943 Valencia antigua y moderna - 1943 Se vende un palacio - 1943 El abanderado - 1943 Mi vida en tus manos - 1943 Ávila, ayer y hoy - 1943 Una extraña aventura de Jeromito - 1943 Fallas en Valencia - 1943 León monumental - 1944 El testamento del virrey - 1944 Eugenia de Montijo - 1944 Te quiero para mí - 1944 Arribada forzosa - 1944 La Maja del capote - 1944 Artesanía española - 1944 Castillos en España - 1944 El sobrino de don Buffalo Bill - 1944 Tarjeta de visita - 1945 El bosque maldito - 1945 Cinco lobitos - 1945 El Greco en Toledo - 1946 Chantaje - 1946 La mantilla de Beatriz - 1946 Consultaré a Mister Brown - 1946 María Fernanda, la Jerezana - 1946 El otro Fu-Man-Chú - 1946 A toda vela - 1946 La próxima vez que vivamos - 1947 Obsesión - 1947 Cuatro mujeres - 1947 La dama del armiño - 1947 Barrio - 1947 Embrujo - 1947 El huésped del cuarto número 13 - 1947 Abel Sánchez - 1947 Las inquietudes de Shanti Andía - 1947 Arte islámico - 1947 Artesanía en el Magreb | (continuación Música para cine) - 1947 Extraño amanecer - 1947 La Lola se va a los puertos - 1947 Luis Candelas, el ladrón de Madrid - 1947 Los Pueblos blancos - 1947 Tres espejos - 1947 La sirena negra - 1948 Botón de ancla - 1948 La Fiesta sigue - 1948 Póker de ases - 1948 El verdugo - 1948 El Huésped de las tinieblas - 1948 Mañana como hoy - 1948 Revelación - 1948 La sombra iluminada - 1948 Las aguas bajan negras - 1949 Un hombre va por el camino - 1949 El santuario no se rinde - 1949 Alas de juventud - 1949 La Manigua sin dios - 1949 España se prepara - 1949 Llegada de noche - 1949 Noventa minutos - 1949 Vendaval - 1950 Balarrasa 1. Títulos de crédito - Aleluya 2. Tierra sin camino 3. Juego de cartas 4. Muerte en el frente 5. El seminario 6. Caja de música - Regreso al hogar 7. La estafa 8. Manos vacías 9. Final - Dignare Domine - 1950 Flor de lago - 1950 Cuentos de la Alhambra - 1950 El señor Esteve - 1950 Sin uniforme - 1950 La esfinge maragata - 1950 Cita con mi viejo corazón - 1950 Facultad de letras - 1950 Séptima página - 1950 Truhanes de honor - 1950 Vértigo - 1950 Sangre en Castilla - 1951 Niebla y sol - 1951 Día tras día - 1951 La canción de la Malibrán - 1951 La trinca del aire - 1951 Historia en dos aldeas - 1951 Cielo negro - 1951 Debla, la virgen gitana - 1951 María Antonia «La Caramba» - 1951 María Morena - 1951 El deseo y el amor - 1951 Esa pareja feliz - 1951 Surcos 1. Enérgico 2. Andante 3. Tempo de vals 4. Final - 1952 Bienvenido, Mister Marshall - 1952 La Laguna negra - 1952 Muchachas de Bagdad - 1952 Vida en sombras - 1952 El cerco del diablo - 1952 Em-Nar, la ciudad de fuego - 1952 Hombre acosado - 1952 La llamada de África - 1952 El deseo y el amor - 1952 Manchas de sangre en la luna - 1952 Ronda española - 1952 Doña Francisquita - 1953 Esa pareja feliz - 1953 A dos grados del ecuador - 1953 Puebla de las mujeres - 1953 El Tirano de Toledo - 1953 Con los hombres azules - 1953 La guerra de Dios - 1956 Retorno a la verdad - 1956 El Sol sale todos los días |

## Premios
García Leoz recibió siete veces el Premio Anual del Círculo de Escritores Cinematográficos a la Mejor Partitura; en 1941 obtuvo el Primer Premio de Composición; su zarzuela La Duquesa del candil mereció en 1949 el Premio Nacional de Música Ruperto Chapí; en 1952 compartió ex aequo con Joaquín Rodrigo el Premio a la Mejor Colección de Villancicos que convocó el Ateneo de Madrid por el retablo de Navidad Primavera del Portal.
Medallas del Círculo de Escritores Cinematográficos
| Año  | Categoría    | Película | Resultado |
| ---- | ------------ | --- | --------- |
| 1947 | Mejor música | Las inquietudes de Shanti Andía Abel Sánchez El huesped del cuarto número 13 Serenata española Cuatro mujeres Obsesión La Lola se va a los puertos | Ganador   |
| 1949 | Mejor música | Un hombre va por el camino | Ganador   |
| 1950 | Mejor música | Flor de lago | Ganador   |
| 1951 | Mejor música | Niebla y sol | Ganador   |
| 1952 | Mejor música | La laguna negra | Ganador   |
| 1953 | Mejor música | Bienvenido, Mister Marshall | Ganador   |